# 日本国铁EF81型电力机车
EF81型电力机车（日语：EF81形電気機関車）是日本國有鐵道的多电流制電力機車車型之一，适用于供电制式为1500伏特直流电、20千伏50赫兹和20千伏60赫兹工频单相交流电的电气化铁路，由日立制作所、三菱电机、三菱重工业联合生产。
EF81型电力机车最初是为日本海縱貫線设计的客货运通用电力机车，首台原型车于1968年底完成试制，并于1969年投入批量生产；后来又为关门铁道隧道区间专门制造了300番台和400番台机车。1987年國鐵分割民營化后，156台EF81型电力机车由東日本旅客鐵道（JR东日本）、西日本旅客鐵道（JR西日本）、九州旅客鐵道（JR九州）和日本貨物鐵道（JR貨物）继承。1989年至1991年间，因应铁路货物运输量增加的需要，JR货物再度购置500番台和450番台机车。

## 开发背景
1960年代，日本国有铁道对北陸本線进行了长达近十年的复线电气化改造工程，其中田村至糸魚川之间采用交流电气化，而米原至田村、糸魚川至直江津之间采用直流电气化。随着糸魚川至直江津区段按计划于1969年10月完成直流电气化，同时亦代表着北陆本线和信越本線全线完成电气化。由于羽越本線和奧羽本線亦会在不久之后完成电气化改造，连接大阪和青森的日本海縱貫線将使用三种不同的牵引供电制式，包括1500伏特直流电、20千伏60赫兹单相交流电和20千伏50赫兹单相交流电，因此有必要研制一种可以适应多电流制的客货运通用电力机车。
早于1950年代末，日本国铁已经开始研究交直流两用电力机车。1960年，研制了使用于关门铁道隧道的EF30型电力机车，成为世界上第一种投入量产和运用的交直流两用电力机车。1962年，日立制作所在ED46型电力机车的基础上，又研制了使用于常磐線的EF80型电力机车，在交流及直流电气化区段均可以全功率运行，并采用了单电机转向架和轮对空心轴式驱动装置。虽然EF80型电力机车已经是一种比较成熟的双电流制电力机车，但在性能和维护方面与后来出现的国铁标准化电力机车相比仍然存在着差距。
从1960年代中期开始，随着电力电子技术在牵引传动领域的快速发展，日本国铁先后开发了一系列采用晶闸管相控调压的交流电力机车，包括ED77、ED78、EF71型电力机车，展示了无级调压电力机车的优异粘着性能。在新型多电流制电力机车的研制初期，曾经考虑过两种技术方案，一是采用电阻调压方式的F型电力机车（Bo-Bo-Bo轴式），二是采用斩波调压方式的D型电力机车（Bo-2-Bo轴式）。
晶闸管斩波调压除了具有无级调速和粘着性能较好的优点，也不像传统的电阻调压方式那样会产生电能损耗，实现机车主电路和控制电路的无触点化。然而，斩波调压在1960年代中期是一项崭新的技术，日本当时刚开始进行电力动车组应用斩波调压的研究和试验，而且斩波器对铁路通信信号的影响尚需进一步研究。由于日本国铁要求新型多电流制电力机车要在1969年7月投入批量生产，加上斩波调压的设备成本相对高得多，因此最终决定沿用技术成熟可靠的电阻调压方式。
1968年12月21日，首台EF81型电力机车在日立制作所水户工厂落成。EF81型电力机车是在日本国铁标准型电力机车的基础上，总结了之前EF65、ED75、ED78型电力机车的研制经验，研制而成的新一代多电流制干线电力机车。机车采用超多段电阻调压、牵引电动机串并联换接和磁场削弱的控制方式，并设有供交流区段使用的主变压器和油冷式硅整流器。EF81型电力机车在直流区段的小时功率为2,550千瓦，在交流区段的小时功率为2,370千瓦，构造速度为115公里/小时，最大运用速度为110公里/小时。基本性能指标与EF65型电力机车相同，可牵引1200吨列车（最大1300吨）通过10‰长大坡道。

## 型式区分

### 基本番台
1968年12月，日立制作所完成试制首台EF81型电力机车的原型车。1969年5月，根据原型车的使用经验和试验结果作出改良后，日立制作所、三菱电机、三菱重工业开始批量生产EF81型电力机车。从1968年至1980年间，共制造了152台一般形式的基本番台机车。
原型车（1）
- 1968年12月，因应北陆本线糸魚川至直江津间完成电气化，日立制作所水户工厂完成试制EF81 1号机车，生产预算由昭和42年度第3次債務承担，建造完成后配属富山第二机关区（日语：富山機関区）投入运用考核[4]。
- 原型车落成当时使用CS36型电阻控制器、CS37型励磁控制器、RS36型硅整流器、MR102型主电阻器和MT52A型牵引电动机，车体正面下部并安装了一个AW-5型汽笛[5]。

第一次量产车（2～28）

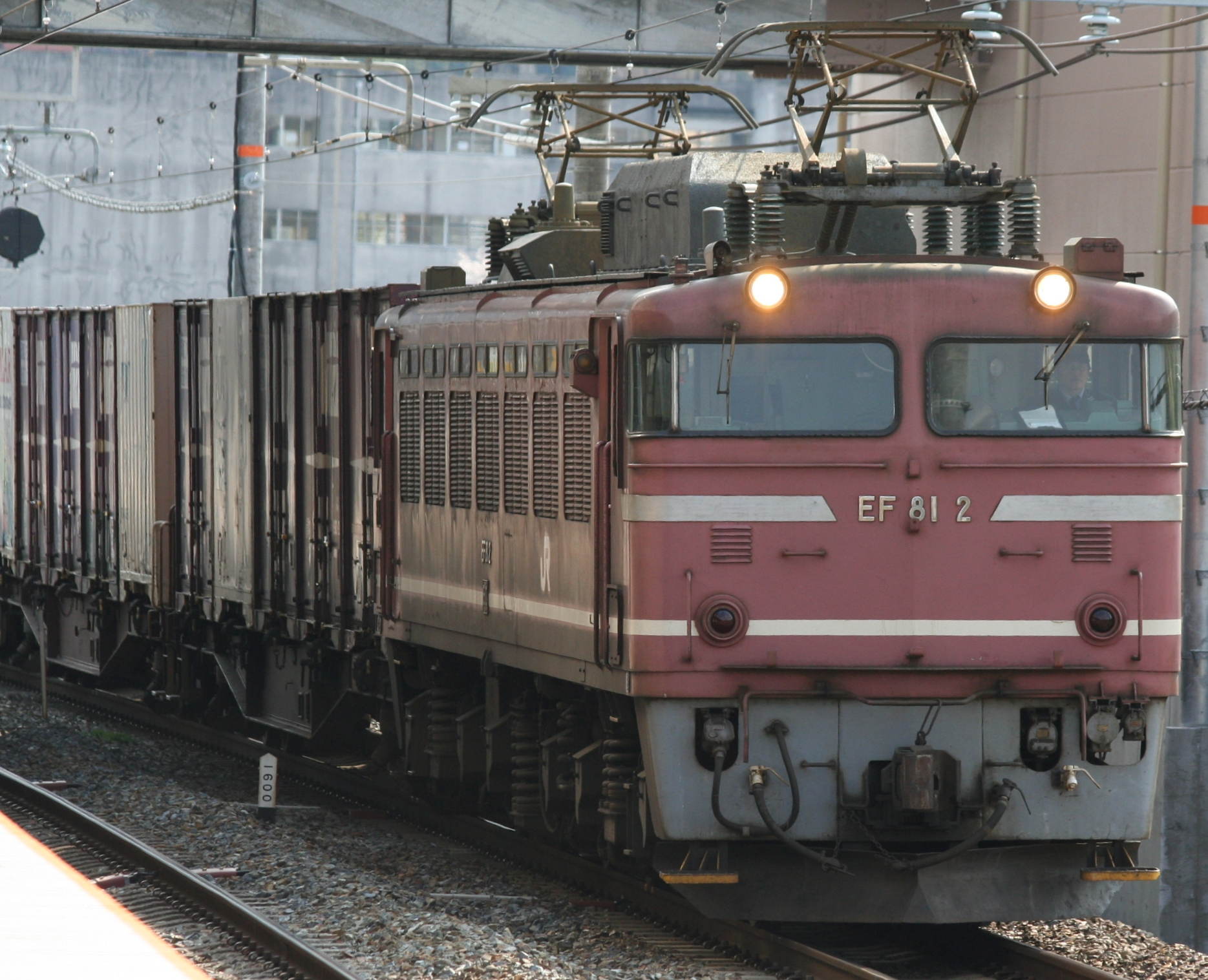
EF81 2号机车

- EF81 2～28号机车于1969年5月至1969年9月建造完成，因应北陆本线糸魚川至直江津间、信越本線直江津至宮内间完成电气化而制造，生产预算由昭和43年度第4次債務承担，全部配属富山第二机关区[4]。
- 与原型车相比，首批量产车改为装用CS36A型电阻控制器、CS37A型励磁控制器；硅整流器由RS36型变更为RS36A型，改进了硅整流器和晶闸管逆变器的控制电路。主电阻器由MR102型变更为MR102A型，增大了电阻器容量并改变了车顶电阻器箱体外形[5]。
- 车体外观方面，车体正面中部的左右两侧各有一个司机室通风口，机车编号采用不锈钢字体金属件。机车两端设有除雪型排障器，由2.3毫米厚的钢板和型钢组合而成。

第二次量产车（29～38）

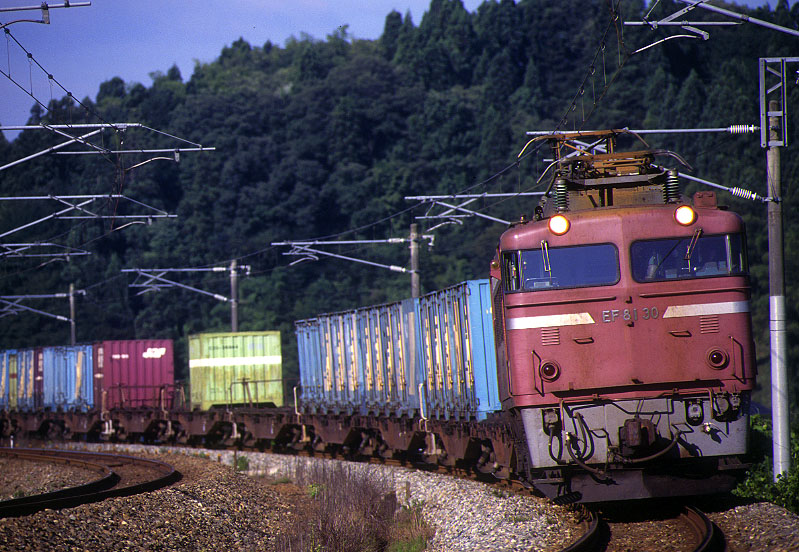
EF81 30号机车

- EF81 29～38号机车于1969年9月至1969年10月建造完成，因应日本海纵贯线货物列车增发的需要而制造，生产预算由昭和43年度第5次債務承担，全部配属富山第二机关区[4]。
- 除雪型排障器的钢板厚度由2.3毫米增加到6毫米。

第三次量产车（39～41）
- EF81 39～41号机车于1972年4月建造完成，因应羽越本線新津至秋田间电气化开业而制造，生产预算由昭和46年度第1次債務承担，39号机车配属富山第二机关区，40～41号机车原计划配属酒田机关区（日语：酒田運輸区），但由于该机关区的电力机车整备设施尚未落成，因而出厂后初期配属长冈运转区（日语：長岡車両センター）[4]。
- 这批机车改善主控制器、主电阻器等内部设备的布置，司机室内根据人体工程学作出了改良。此外，取消了对应20系客車（日语：国鉄20系客車）的KE59H型电气连接器，并增加对应单司机值乘的列车紧急停止装置（日语：紧急列车停止装置）（EB）、列车紧急防护装置（日语：紧急列车防护装置）（TE）。
- 机车外观方面，采用了较小型的尾灯和供电状态指示灯，车体正面的司机室通风口亦被废除，机车编号牌改为采用整块金属板样式[4]。

第四次量产车（42～74）

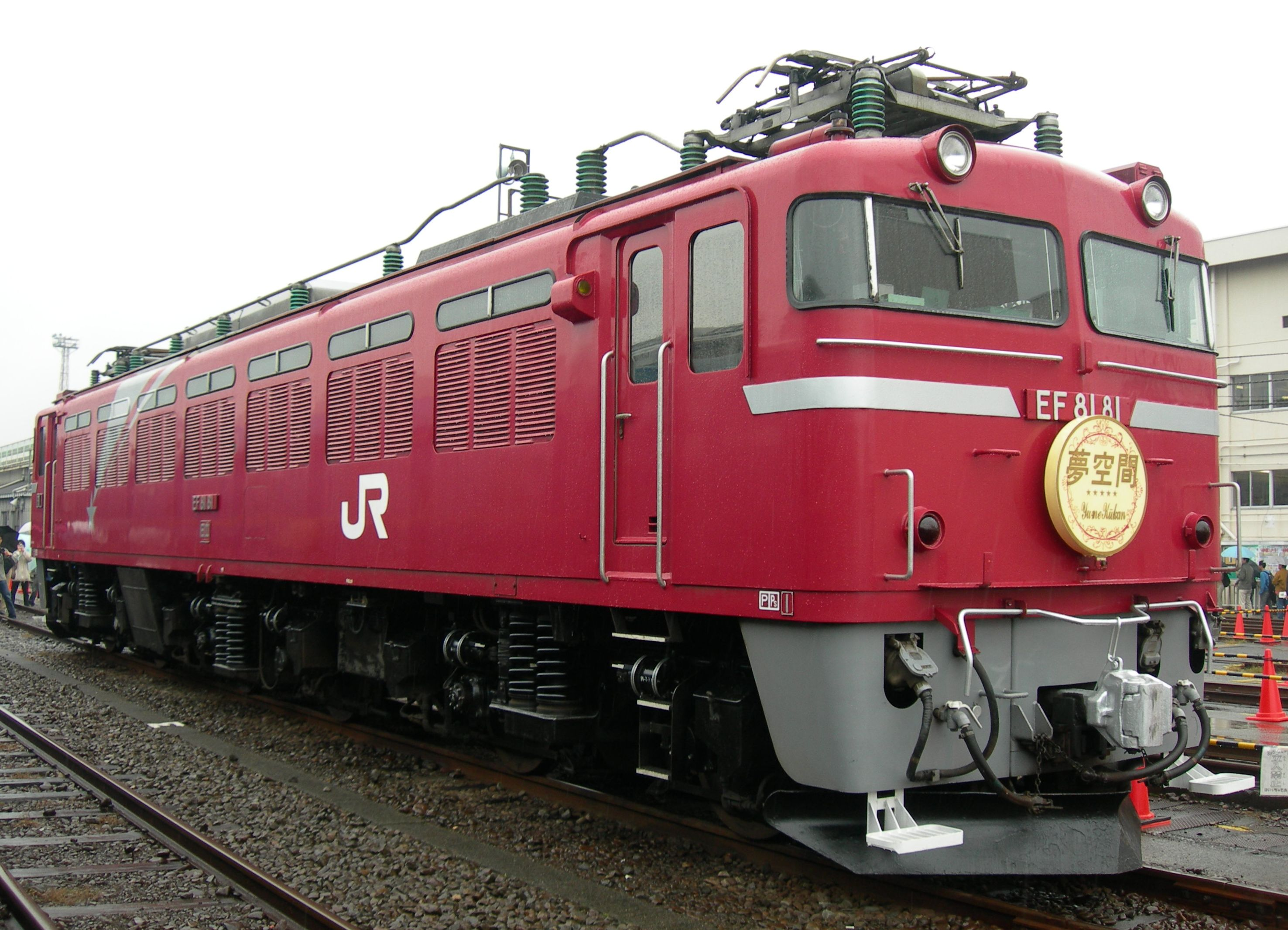
EF81 81号机车

- EF81 42～74号机车于1972年5月至1972年9月建造完成，因应羽越本線新津至秋田间电气化开业而制造，生产预算由昭和46年度第2次債務承担。较早出厂的42～48、61～64号机车初期首先配属长冈运转区，待酒田机关区的电力机车整备设施落成后，才转配属到酒田机关区。而后来出厂的49～60、65～74号机车出厂后就直接配属酒田机关区[4]。
- 这批机车的受电弓隔离开关增加了误动作保护电路装置。

第五次量产车（75～93）
- EF81 75～93号机车于1973年7月至1973年9月建造完成，因应日本海纵贯线集装箱货物列车增发、上野至秋田间卧铺旅客列车增发、東北本線集装箱货物列车增发而制造，生产预算由昭和48年度民有拨款承担。75～78号机车配属酒田机关区，79～81号机车配属富山第二机关区，82～93号机车配属田端机关区[4]。
- 这批机车改为使用CS36C型电阻控制器；主变压器和硅整流器改用不含PCB的冷却油；空转检测系统改为每轴独立检测方式，检测用磁放大器由三个增加至六个。除此之外，还改变了车顶主电阻器箱的拆装方式，车体高度比之前增加了30毫米[6]。

第六次量产车（94～105）
- EF81 94～100号机车于1974年3月至1974年3月建造完成，因应上野至青森間卧铺特急列车增发（经由常磐線和日本海纵贯线）而制造，生产预算由昭和48年度第3次民有拨款承担。94号机车配属田端机关区（日语：田端運転所），95～97号机车配属富山第二机关区，98～100号机车配属酒田机关区[7]。
- EF81 101～105号机车于1974年5月落成，为配合湖西線山科至近江鹽津区段开通运营而制造，生产预算由昭和48年度第1次債務承担，全部配属敦贺第二机关区（日语：敦賀地域鉄道部）[7]。
- 这批机车的司机室加装了电热取暖装置和电风扇，以改善乘务人员的工作环境。

第七次量产车（106～126）
- EF81 106～126号机车于1974年7月至1974年11月建造完成，因应湖西線开通运营及货物列车增发而制造，生产预算由昭和48年度第2次債務和昭和49年度第1次民有拨款承担，全部配属敦贺第二机关区[7]。
- 这批机车改为装用LA15D型避雷器。

第八次量产车（127～129）
- EF81 127号机车于1975年2月建造完成，因应羽越本線货物列车增发而制造，生产预算由昭和49年度第2次民有拨款承担，配属酒田机关区[7]。
- EF81 128～129号机车于1975年9月落成，为配合“日本海号”卧铺特急列车增发而制造，生产预算由昭和49年度第1次債務承担。128、129号机车分别配属酒田机关区和敦贺第二机关区[7]。
- 排障器改为使用4.5毫米厚的钢板。从128号机车开始加强车体内部的防雪措施。

第九次量产车（130～134）
- EF81 130～134号机车于1976年8月至1976年9月建造完成，为替代新潟地区的EF15型电力机车而制造[注 3]，生产预算由昭和49年度第2次民有拨款承担，全部配属酒田机关区[7]。
- 设计变更主要包括例如避雷器的细节上的改良，整体上与之前的量产车没有太大区别。

第十次量产车（135～136）
- EF81 135～136号机车于1977年1月建造完成，为补充因信越本线碓冰岭回送机车脱轨颠覆事故而报废的EF62型电力机车而制造，生产预算由昭和50年度第3次債務承担，全部配属酒田机关区[7]。
- 这批机车改变了闸瓦制动装置的制动倍率，以提高高速运转时的制动性能。

第十一次量产车（137～152）

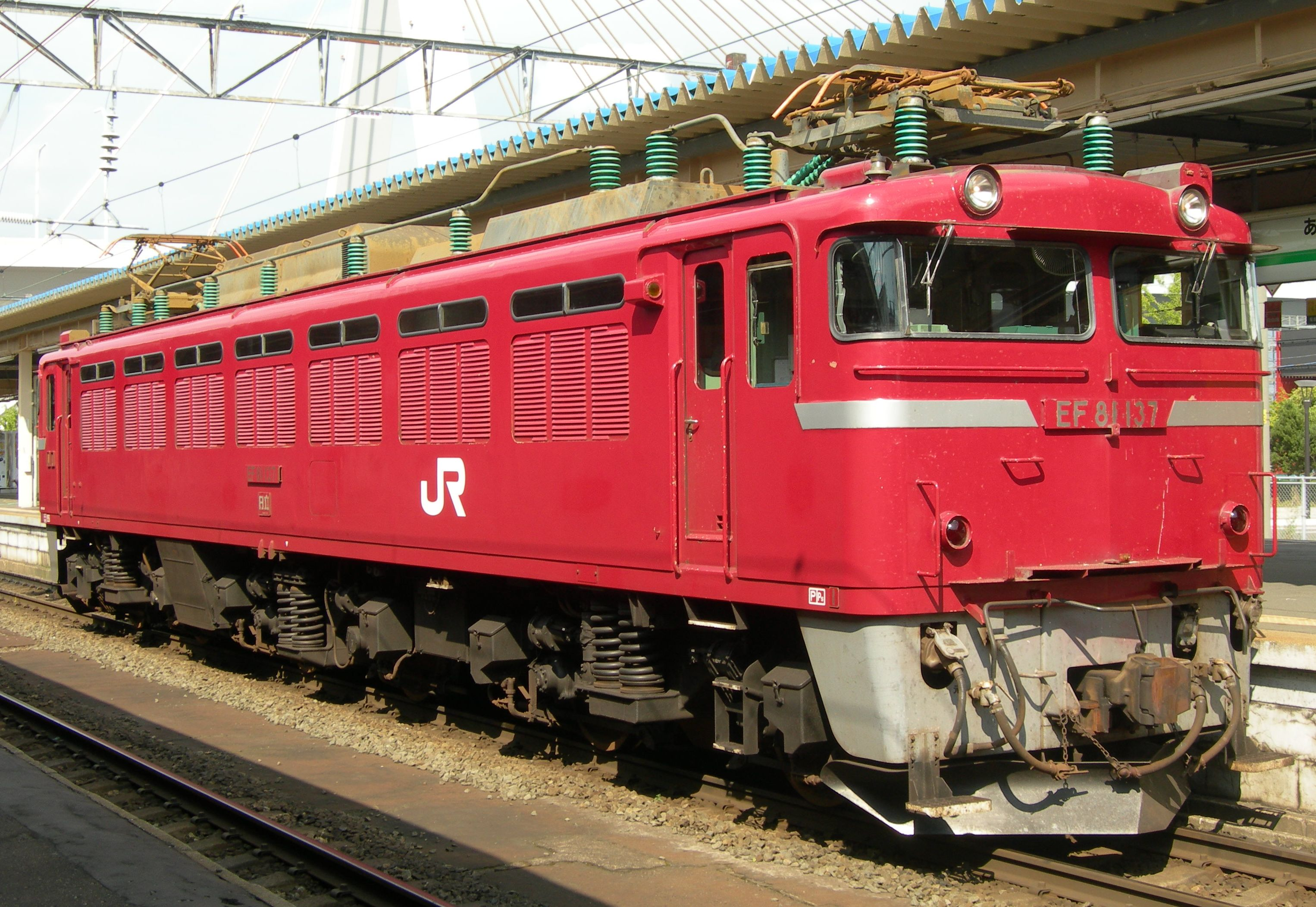
EF81 137号机车

- EF81 137～152号机车于1979年4月至1979年9月建造完成，为替代新潟地区的EF15型电力机车而制造，生产预算由昭和53年度第1次民有拨款承担，全部配属東新潟機關區（日语：東新潟機関区）[8]。
- 电器设备方面，改为使用经过改良的MT52C型牵引电动机，电枢轴直径从120毫米增加至130毫米；改为使用无润滑油式的CS36D型电阻控制器和CS37B型励磁控制器；整流装置也改为使用RS36C型硅整流器，主要改善了电气绝缘性能和免维护性能。此外，还采用了LA16型直流避雷器和SRD-60型电子式速度錶。
- 机械部分方面，转向架构架仍然采用钢板焊接结构，但由一般构造用压延钢材（SS）改为使用焊接构造用压延钢材（SM）。车体正面的前窗玻璃上方增设了与车体一体的冰柱切割板，机车编号采用蚀刻的制作工艺。

### 300番台

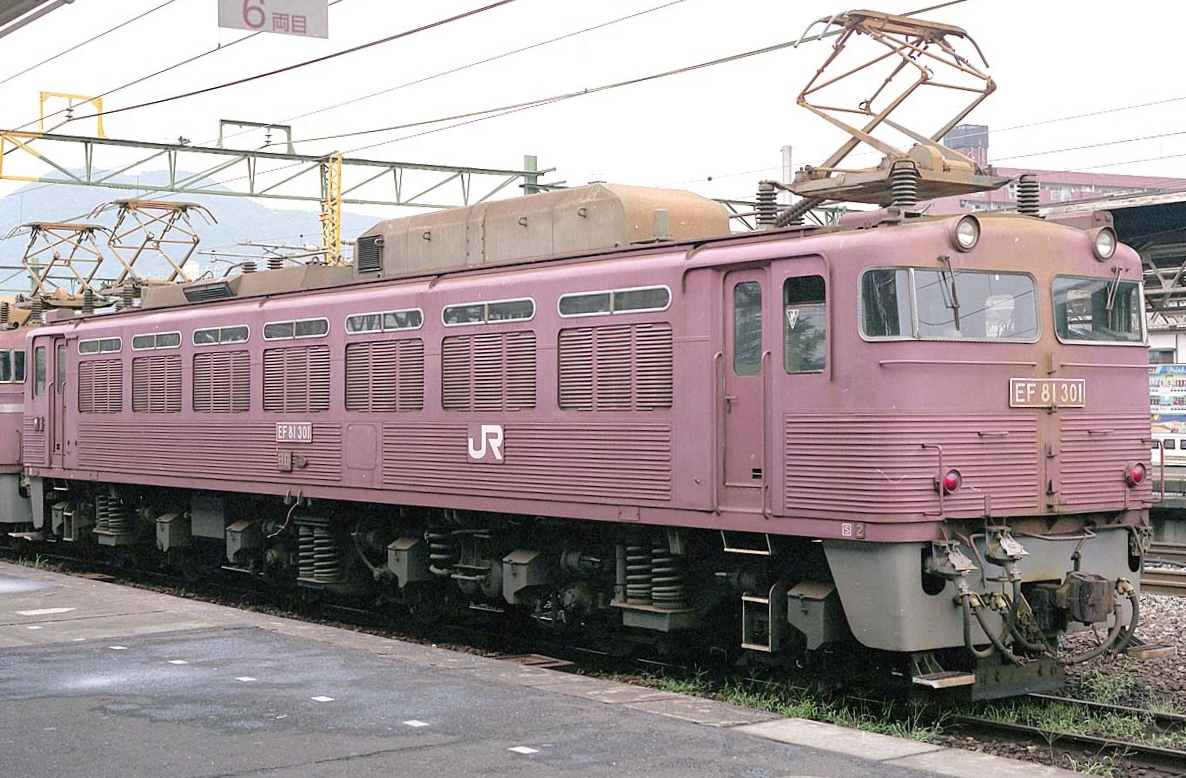
EF81 301号机车

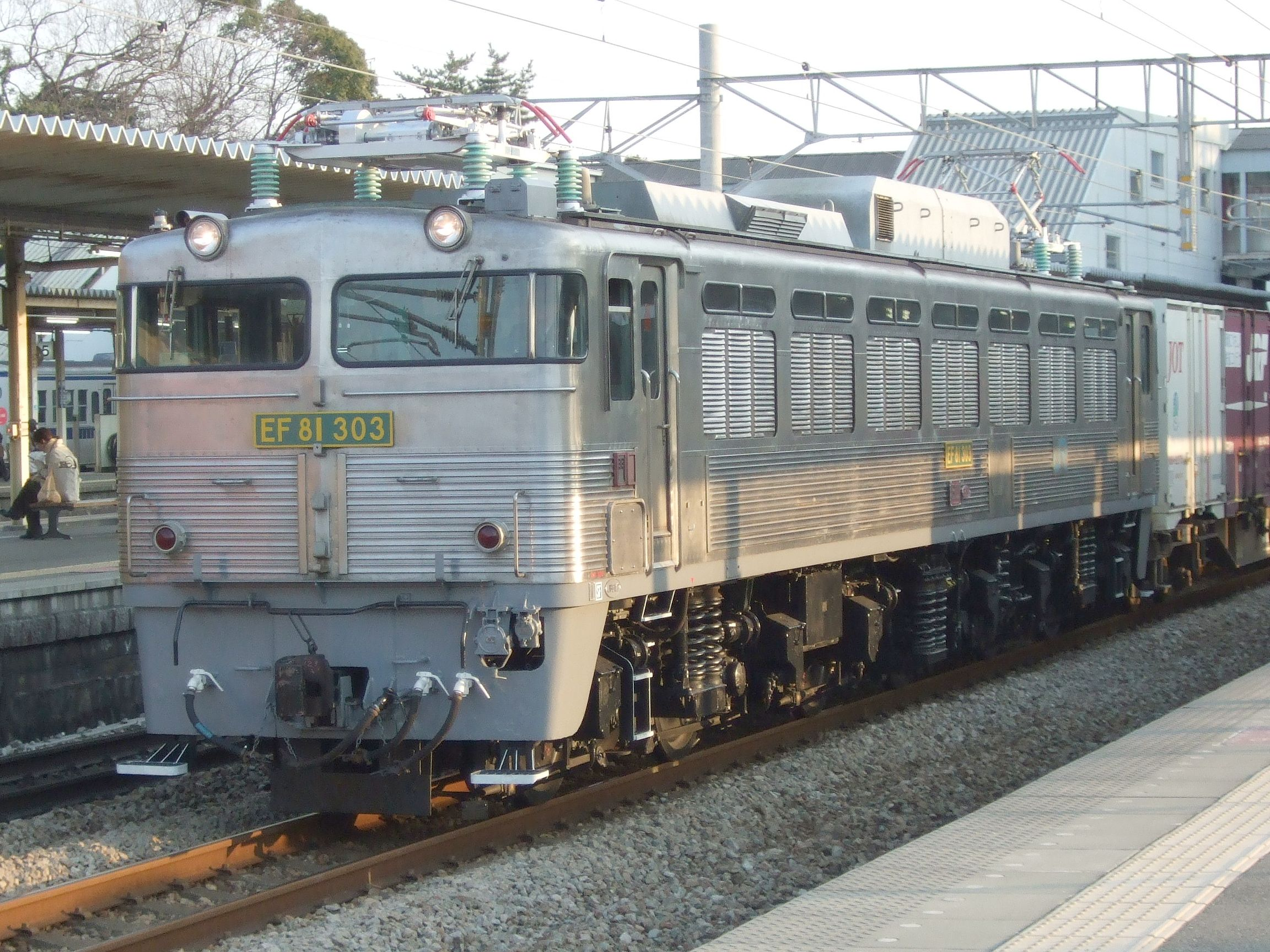
EF81 303（2010年2月）

横跨关门海峡的关门铁道隧道位于下关至门司之间，由于九州地区使用20千伏60赫兹交流电气化，因此在隧道往门司方向的出口附近设置了交直流分相区，经山陽本線来往本州和九州的列车必须使用双电流制电力机车牵引。1973年至1974年间，日立制作所特别制造了四台EF81型300番台电力机车（301～304），作为EF30型电力机车的增备车辆，全部配属门司机关区。
由于关门隧道内的海水渗漏和高湿度环境会导致盐害，因此EF81型300番台机车和之前的EF30、EF10型电力机车一样，车体外板和顶盖设备均采用不锈钢板，以防止海水对车体造成锈蚀。为了减轻车体结构的重量，不锈钢车体外板厚度比一般的耐候钢车体更薄，因此车体下半部采用了波纹不锈钢板来保证车体刚度。EF81 302号机车在内乡机关区运用期间曾经发生过相撞事故，经修复后车体中部改为采用平面不锈钢板，但车体两端仍然保持波纹板原状。首两台机车（301～302）与基本番台机车一样采用红色涂装（赤13号），而后两台机车（303～304）则是无涂装的不锈钢原色。
除了车体结构与基本番台机车有明显区别外，其他部分基本上与同时期制造的基本番台第五次量产车相同，采用CS36C型电阻控制器、CS37B型励磁控制器、RS36B型硅整流器。此外，由于该型机车仅担当关门隧道区段的短距离牵引任务，因此并没有搭载列车供电系统的逆变器，司机室外亦不设供电状态指示灯，而且也没有砂管加热装置和除雪型排障器。
EF81型300番台机车投入运用初期以单机方式牵引旅客列车为主，因此机车新造时亦没有重联控制设备，至1980年代随着EF30型电力机车的淘汰，才陆续增设重联控制系统以满足双机牵引货物列车的需要，并能够与EF81型400番台机车重联运用。

### 400番台

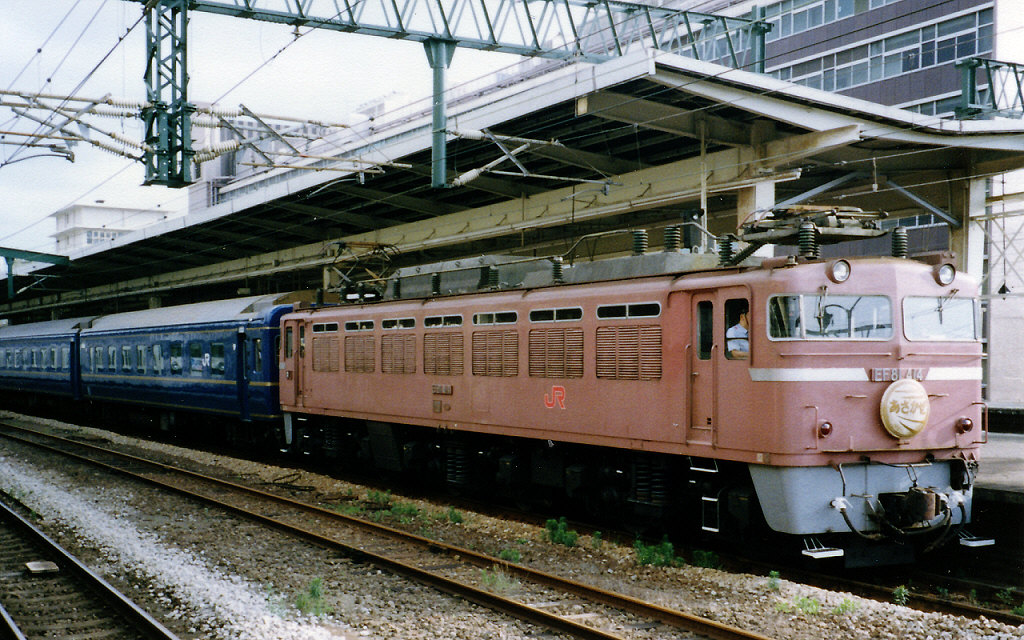
作为“朝風號”的牽引机车的EF81 414（1991年7月）

1986年3月至1987年3月期间，为了淘汰日渐老化的EF30型电力机车，其中14台基本番台机车在小仓工厂（今小仓综合车辆中心）进行改造后投入关门隧道区段使用，并改称为EF81型400番台机车（401～414）。改造完成后，401～408号机车配属门司机关区，409～414号机车配属大分运转所。
为减少海水对车体结构的盐害和腐蚀，车体顶盖采用具有良好耐腐蚀性能的聚氨酯树脂复合材料涂层，受电弓亦涂上防锈漆。车体仍然采用与基本番台相同的耐候钢车体，车身涂装也同样是赤13号红色涂装。由于该型机车没有使用列车供电装置的需要，车端的列车供电插座和供电状态指示灯亦被移除，但主变压器和硅整流器内的供电电路仍被保留。
考虑到关门隧道区段存在最大坡度达到22‰的长大坡道，1200吨的货物列车必须使用两台机车重联牵引，因此EF81型400番台机车也加装了重联控制设备。改造内容包括车端增加KE70型重联插座，重联时通过重联线连接两台机车的控制电路和低压辅助电路，实现同步的牵引和制动动作；司机操纵台上加装他车牵引电动机电流錶，方便司机监视补机的工作状态；机车第一端侧加装控制电路隔离开关，用于当本务或补机故障时切断故障车辆的控制电路连接；车端加装用来均衡本务和补机制动风缸压力的平均管。
除此之外，对于由较早期生产的基本番台改造而成的400番台机车，电阻控制器、空转检测电路和控制电路按照基本番台第五次量产车的形式进行了更新改造。最初完成改造的401、402号机车落成之时，由于没有对电阻控制器等设备作出变更，因此不能与其他400番台机车重联运用，直到后来完成控制系统改造后才不受限制。

### 500番台

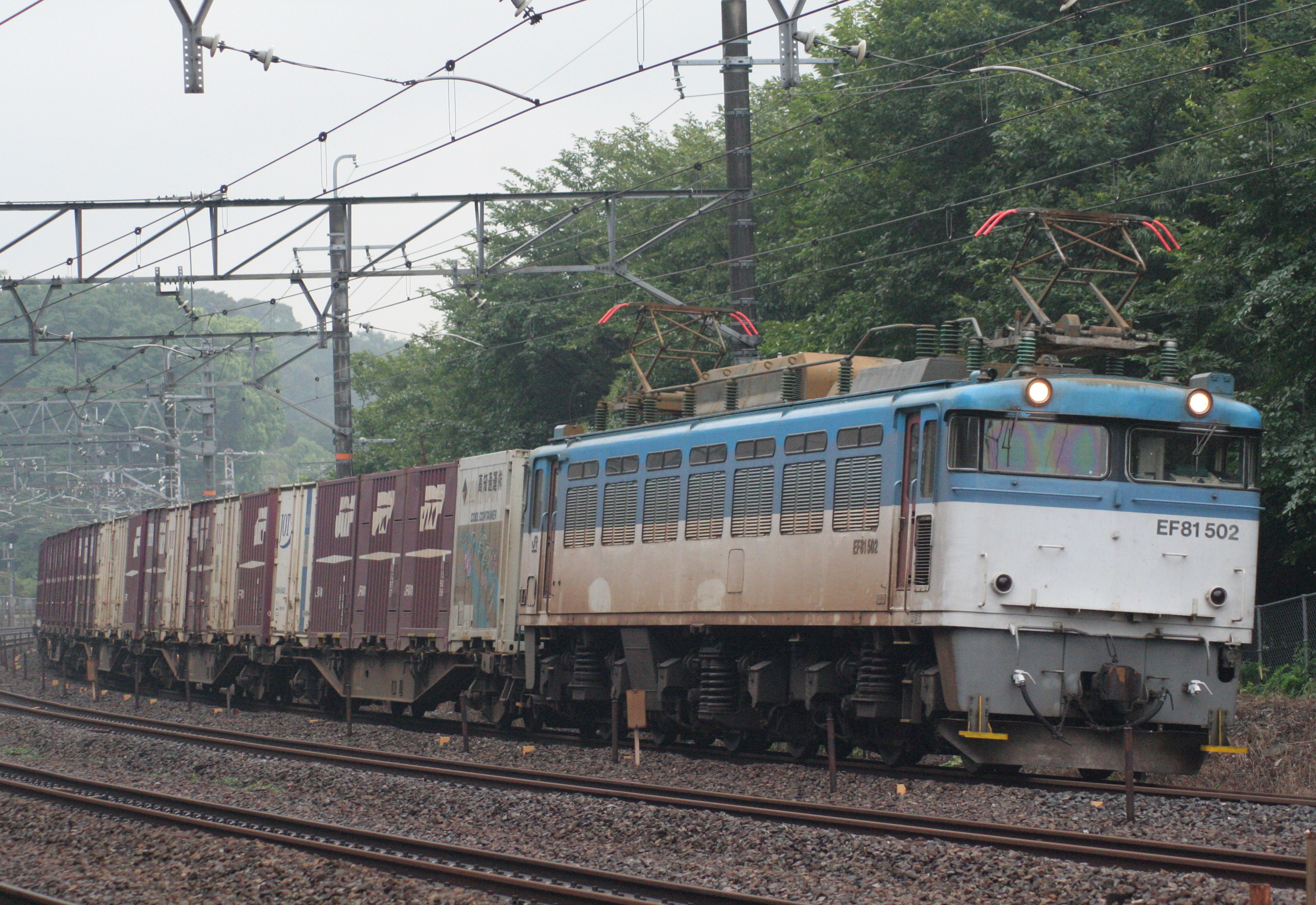
EF81 502号机车

1989年3月，由于国铁分割民营化后日本海纵贯线货物运输量的增加，日本货物铁道（JR货物）向日立制作所购置了三台EF81型500番台电力机车（501～503），全部配属富山机关区。实际上，JR货物原本计划采购六台该型机车，但最终只订购了三台机车。
EF81型500番台机车的基本结构和性能与最后一批基本番台机车保持相同，但部分设备和细节上也作出了一些改变。由于这批机车不会用于牵引旅客列车，因此取消了列车供电系统的电气线路和逆变器，对应20系客車的列车制动增压装置亦被移除，仅配备了对应货物列车的单机制动增压装置。此外，两端司机室的右侧还增加了空调装置，以改善乘务人员的工作环境。
车体涂装方面，500番台机车采用了JR货物标准色涂装，车体上部使用深浅蓝色的组合，车体下部为浅灰色，转向架部分为灰色，司机室侧门为红色（赤13号），前窗四周采用黑色边框。车体正面的机车编号设置于司机室下部右侧，而车体侧面的机车编号则移设于司机室侧门旁边，而车体两端也不再设有不锈钢装饰带。

### 450番台

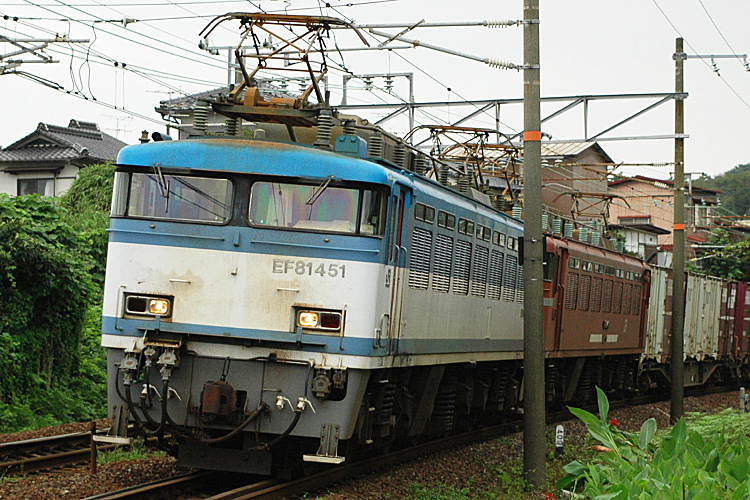
EF81 451号机车

1991年2月至8月间，因应本州往九州方向的货物列车增发需要，JR货物向日立制作所购置了五台EF81型450番台电力机车（451～455），并专门投入到关门隧道区段使用，作为EF81型400番台机车的增备车辆，全部配属门司机关区。
EF81型450番台机车主要是在500番台机车的基础上增加了重联控制设备，包括两端排障器上的重联插座。由于这批机车不会用于牵引旅客列车，因此不设列车供电系统。450番台机车改为装用MT52C型牵引电动机，抱轴方式由滑动轴承改为滚柱轴承。此外，还改为使用FPS22E型下框架交叉式受电弓，以提高机车检修效率。
车体涂装和500番台机车的JR货物标准色涂装大致相同，但在车体下部围绕了一圈浅蓝色带。首两台机车（451～452）采用灯具一体化设计，前照灯和尾灯以横向并列方式布置在车体正面两侧；而后三台机车（453～455）由于采用了500番台机车的车体钢结构，因而恢复了原本前照灯和尾灯分别布置的设计。

## 运用历史

### 国铁时代

#### 日本海纵贯线

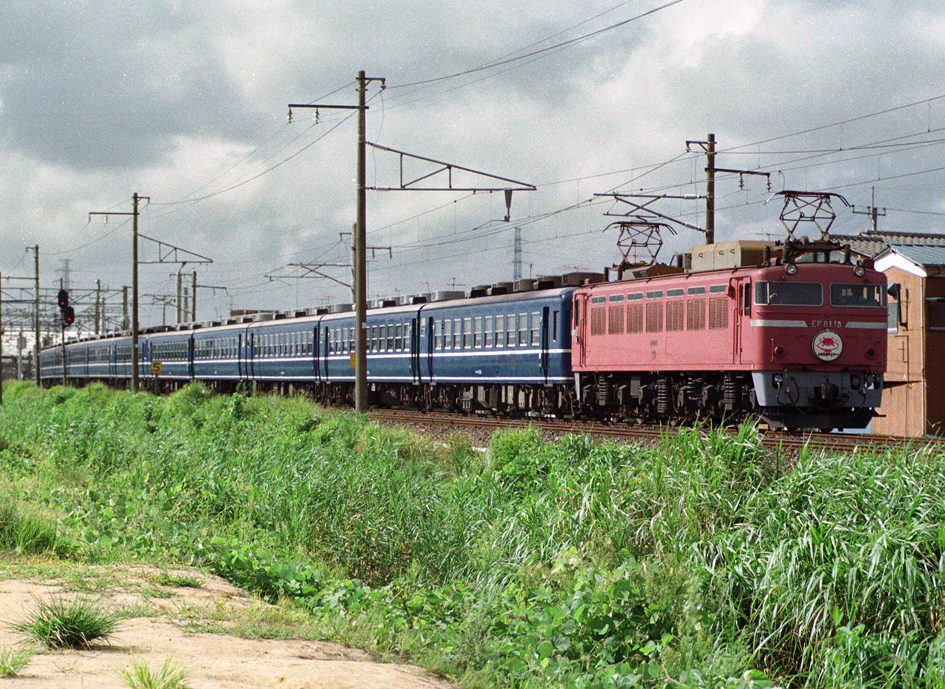
1985年国际科学技术博览会期间，EF81型电力机车牵引“世博快车号”临时旅客列车

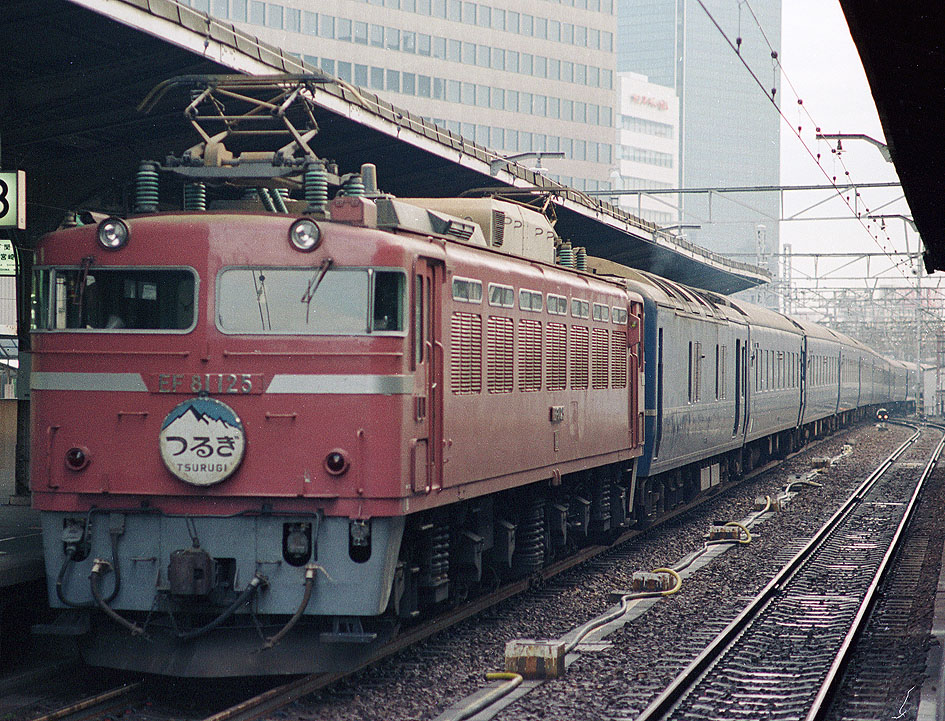
EF81型电力机车牵引“剑号”列车

- 1969年（昭和44年），EF81型电力机车的首批38台量产车集中配属富山第二机关区，同年9月北陆本线糸魚川至直江津間电气化開業，EF81型电力机车亦正式投入担当货物列车的牵引任务，当时的使用区段为金泽至新潟编组站。虽然EF81型电力机车是为日本海纵贯线而设计制造，但由于这种多电流制电力机车的制造成本相对较高，同时为了避免长期长距离运行导致机车寿命缩短，因此EF81型电力机车投入运用初期较少担当日本海纵贯线的长距离交路，直流区段仍然主要采用既有的EF15、EF58、EF65型电力机车，而交流区段则主要采用EF70（北陆本线）、ED71、ED75型电力机车（东北本线）。
- 1972年（昭和47年），随着羽越本線和白新線完成电气化改造，新造的35台EF81型电力机车配属酒田机关区（日语：酒田運輸区）[12]。
- 1974年（昭和49年），为配合湖西線山科至近江鹽津区段开通运营，新造的26台EF81型电力机车配属敦賀第二机关区（日语：敦賀地域鉄道部）。同时，EF81型电力机车的使用范围逐步扩大，开始广泛用于担当日本海纵贯线大阪至秋田间“日本海号”卧铺特急、“劍號”臥舖特急、“北國號”夜行急行等優等列車，以及其他普通列車和貨物列車的牵引任务。
- 1977年（昭和52年），当时使用于日本海纵贯线的EF81型电力机车共计有123台，其中酒田机关区51台、富山第二机关区45台、敦賀第二机关区27台[12]。
- 1979年（昭和54年），東新潟機關區（日语：東新潟機関区）配属16台新造的EF81型电力机车，并投入日本海纵贯线的定期運用。此后，酒田机关区的EF81型电力机车数量逐步减少。1980年代起，由于EF70、EF15、EF58型电力机车逐渐被淘汰，日本国铁为了提高机车运用效率，EF81型电力机车担当的日本海纵贯线长交路直通运转的比重有所增加。
- 1985年（昭和60年）3月14日，由于酒田机关区和酒田客货车区合并成立酒田运输区，所配属的EF81型电力机车全部转配属新建立的长冈运转区（日语：長岡車両センター）。
- 1986年（昭和61年）11月1日，日本国铁进行国铁分割民营化之前最后一次全国运行图调整和车辆配属调整，EF81型电力机车亦开始投入奥羽本线秋田至青森区段运用[注 5]，至此大阪至青森间全长1023.5公里的直通运转长交路正式拉通。此时，日本海纵贯线使用的EF81型电力机车分别配属长冈运转区（50台）、富山第二机关区（44台）、敦賀机关区（16台）。

#### 首都圈地区

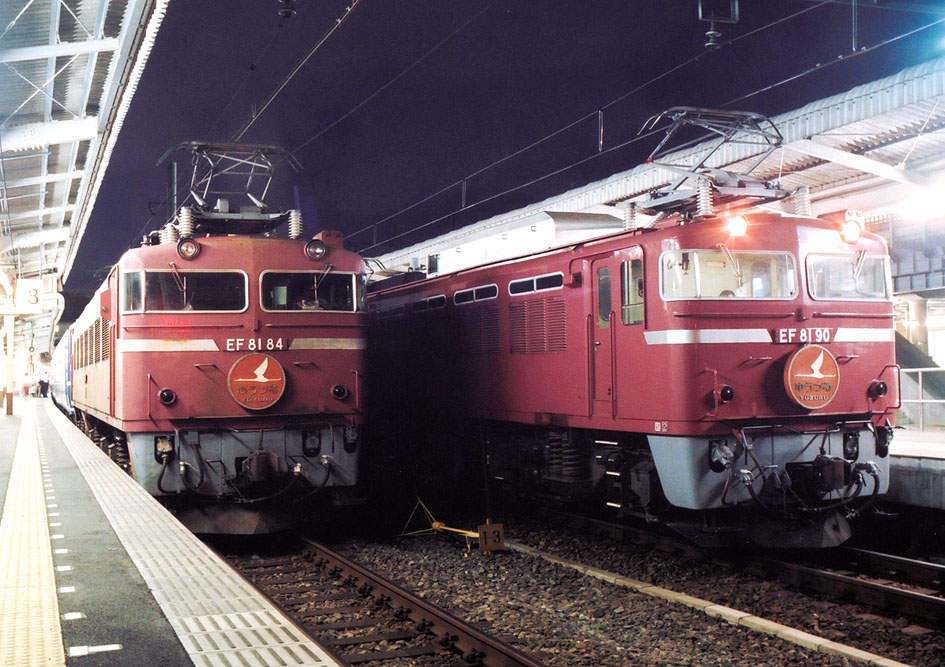
由EF81型电力机车牵引的「夕鶴5号」列车（左）和「夕鶴3号」列车（右）

- 1973年（昭和48年），新造的13台EF81型电力机车（82～94）配属到东京的田端机关区（日语：田端運転所），担当東北本線隅田川至福島間的貨物列車牽引任务，同时田端机关区的EF80型电力机车退出东北本线方面的定期运用[注 6]。
- 1979年（昭和54年），門司机关区的两台EF81型300番台机车（301、302）和富山第二机关区的两台EF81型基本番台机车（80、81）转配属内乡机关区，与EF80型电力机车投入到常磐線共同运用。
- 1982年（昭和57年）10月1日，酒田机关区（75～78）、富山第二机关区（79、95）、敦賀第二个机关区（96、97）的八台基本番台机车投入常磐線系統运用，其中内乡机关区增配6台（75～79、97），田端机关区增配2台（95、96）。此后，随着更多EF65型1000番台电力机车和ED75型电力机车投入东北本线，田端机关区的EF81型电力机车亦逐步转投常磐線系统运用，从而加快了EF80型电力机车的淘汰速度。
- 1982年（昭和57年）11月，两台300番台机车（301、302）由内乡机关区转配属田端机关区。
- 1983年（昭和58年），经由常磐線运行的「夕鶴号」卧铺特急和「十和田号」夜行急行列车，上野至水户間的牽引任务开始由EF80、EF81型电力机车共同担当。
- 1985年（昭和60年）3月14日，磐城货物站（日语：いわき貨物駅）和内乡机关区被撤销，原配属内乡机关区的10台EF81型电力机车，分别转配属田端机关区（5台）、大分运转所（1台）和长冈机关区（4台）。
- 1985年（昭和60年）8月，「夕鶴号」卧铺特急列车在上野至水户间的机车交路正式交由EF81型电力机车担当，结束了该列车由EF80型电力机车牵引的历史。
- 1986年（昭和61年）1月，田端机关区的两台300番台机车（301、302）转配属门司机关区，以替换在关门隧道区段使用的EF30型电力机车。

#### 关门隧道区间
- 1973年（昭和48年）9月，因应关门隧道区间的列車增发需要，两台新造的EF81型300番台配属门司机关区（日语：門司機関区），与EF30型电力机车共同担当山阳本线下关至門司間的列车牵引任务，其中货物列车主要采用双机重联牵引，而旅客列车和行包列车则采用单机牵引。另外两台追加的300番台机车分别于1974年4月和1975年2月交付使用。
- 1979年（昭和54年）3月，由于1978年10月国铁运行图调整后经过关门隧道区间的列车数量减少，门司机关区的两台300番台机车（301、302）转配属内乡机关区。
- 1986年（昭和61年）1月，田端机关区的两台300番台机车（301、302）转配属门司机关区，以替换日渐老化的EF30型电力机车。
- 1986年（昭和61年）3月，为了加快淘汰老旧的EF30型电力机车，富山第二机关区（40～42）、田端机关区（49～54、75）、長岡运转所（128、130～132）的14台EF81型基本番台机车，开始分批转配属門司机关区（8台）和大分运转所（6台），并进行加装重联控制设备以便重联运用，完成改造后这批机车改称为EF81型400番台机车。至1987年（昭和62年）3月，关门隧道区段的牵引任务全部交由EF81型电力机车担当，EF30型电力机车全部被淘汰。

### 民营化后
1987年4月1日国铁分割民营化后，156辆各番台的EF81型电力机车被新成立的東日本旅客鐵道（JR东日本）、西日本旅客鐵道（JR西日本）、九州旅客鐵道（JR九州）和日本貨物鐵道（JR貨物）继承。

#### JR东日本

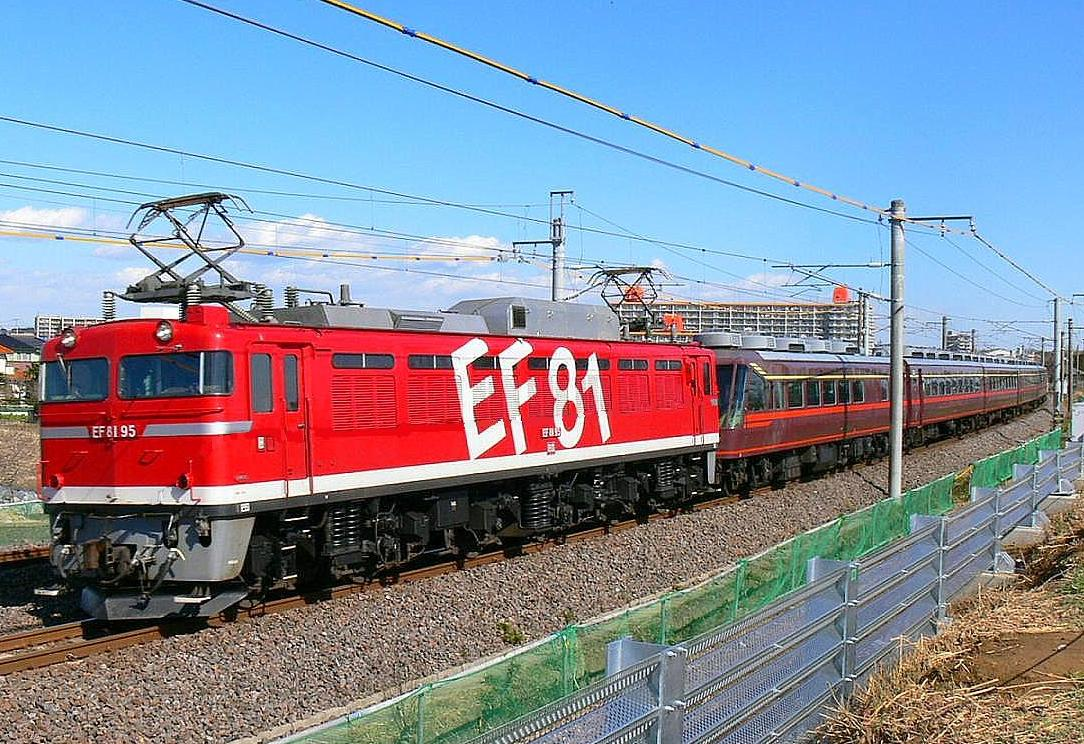
“彩虹色”涂装的EF81 95号机车

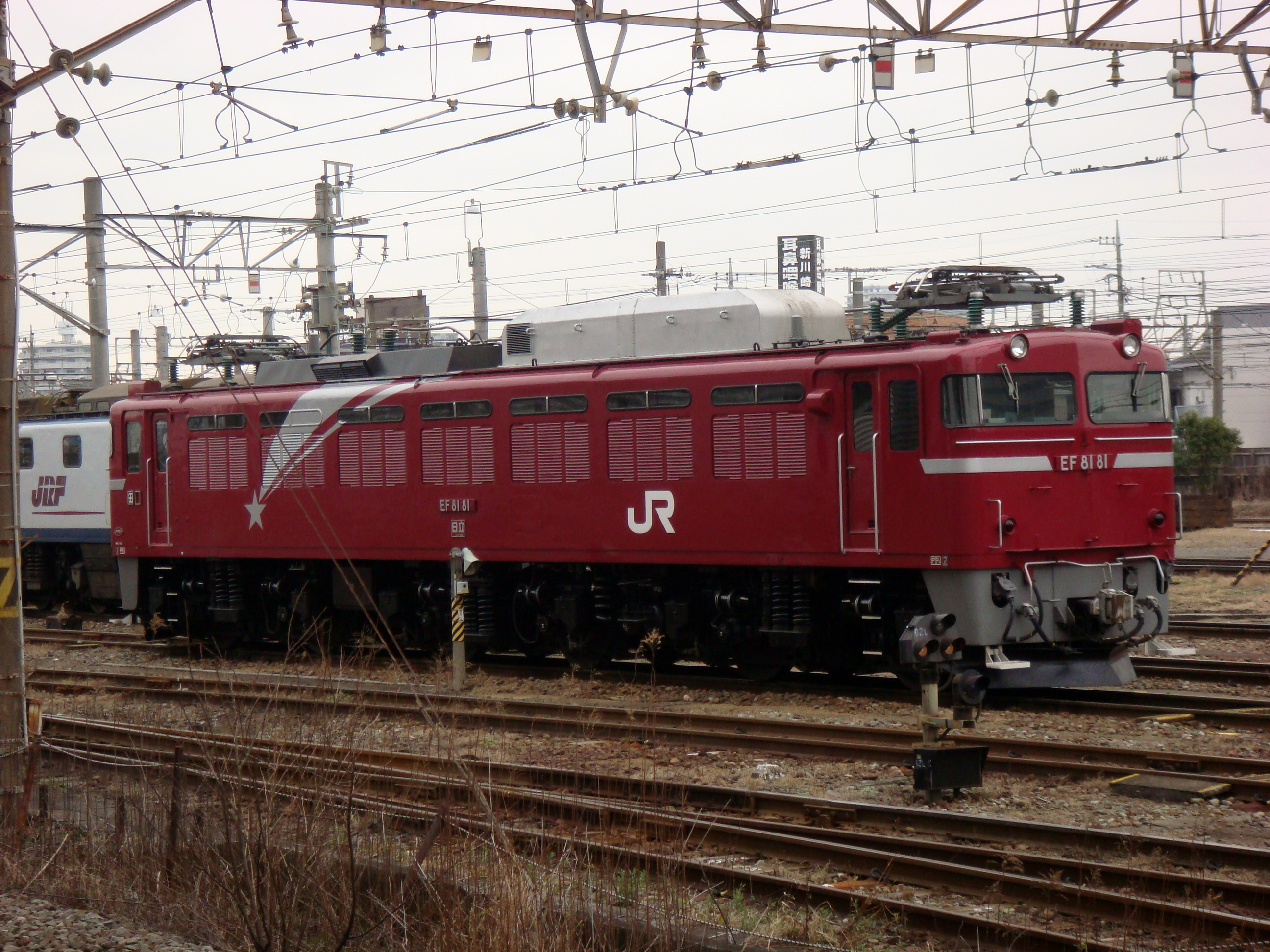
“北斗星”涂装的EF81 81号机车

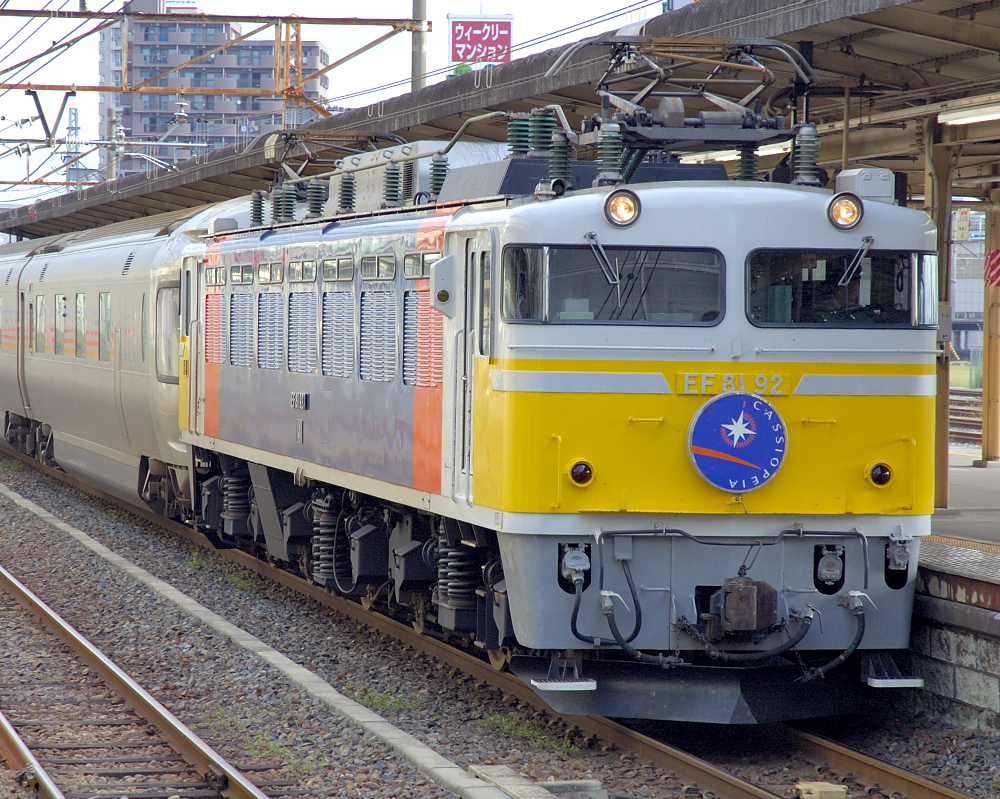
“仙后座”涂装的EF81 92号机车

1987年，JR东日本继承了78台EF81型电力机车，配属于田端运转所、长冈车辆中心和青森车辆中心，担当JR东日本管内的卧铺特急列车，以及JR货物委托的货物列车牵引业务。
1988年3月，随着青函隧道和津輕海峽線开通运营，开行了上野至札幌的三对“北斗星号”卧铺特急列车，并由田端运转所的EF81型电力机车担当上野至青森间的牵引任务，这也是EF81型电力机车首次图定牵引东北本线方向的优等旅客列车；与此同时，上野至青森的“夕鶴号”列车停运。此外，EF81型电力机车亦开始牵引盛冈至青森间由50系和12系客車组成的普通旅客列车。
1993年12月，“曙号”列车在上野至小牛田间的牵引任务，开始由EF81型电力机车担当，代替原本使用的EF65、ED75型电力机车；至1997年“曙号”列车改为经由上越线和羽越本线运行后，在上野至青森间仍然采用EF81型电力机车牵引。1994年12月，“白鹤号”列车由583系电力动车组改为使用24系25型客车，并使用EF81型电力机车担当上野至青森间的牵引任务，直到“白鹤号”列车于2002年12月停运为止。1999年7月，JR东日本开行上野至札幌的“仙后座号”卧铺特急列车，同样使用EF81型电力机车担当上野至青森间的牵引任务。
国铁分割民营化后，JR东日本陆续更换了EF81型电力机车的车体涂装，以国铁交流电力机车标准色“赤2号”取代了原本的“赤13号”。此外，部分EF81型电力机车还采用了特别涂装，例如“北斗星号”列车的本务机车采用了“赤2号流星色”，在车身两侧加上了“银之流星”的独特标志；牵引“超特快彩虹号”欧风欢乐列车的EF81 95号机车采用“彩虹色”涂装，全车以鲜红色为主色，车身两侧并涂上巨大的“EF81”字体。而专门牵引“仙后座号”列车的EF81 79、92、99号机车，则采用了由白、黄、橙、蓝四色构成的“仙后座色”涂装。
2003年至2004年间，由于EF81型电力机车的运用逐渐减少，JR东日本先后将8台剩余机车转售予JR货物。除此之外，青森车辆中心（136、139）和长冈车辆中心（134、140、141、151）共计6台EF81型电力机车，由于需要作为电力动车组回送至郡山综合车辆中心的牵引机车，因此特别改装了特殊的双头式车钩，这种结合了自动车钩和密接车钩的连结器可方便地按需要转换使用，另外还装备了一系列对应209系电力动车组以后车辆的控制设备，包括电控空气制动装置、MON8型制动控制信号传送装置、以及传送控制信号的KE100B-10型电气连接器；经过车钩改造后的机车长度比之前延长了770毫米。这些机车主要担当首都圈地区的电力动车组回送牵引任务，其中151号机车因为没有配置关东地区使用的ATS-P，因此运用范围仅限定于北侧的信越本線、羽越本線、奥羽本線。
2009年3月14日起，“曙号”列车在上野至长冈间的牵引任务，改由长冈车辆中心的EF64型电力机车担当，EF81型电力机车的牵引区段缩短为长冈至青森。2010年夏季，JR东日本的EF510型500番台电力机车开始投入运用，并分别从同年6月25日和7月14日起替代EF81型电力机车，担当“仙后座号”和“北斗星号”列车的牵引任务，此后田端运转所的EF81型电力机车仅用于牵引货物列车。2010年12月4日起，所有定期货物列车的牵引任务亦转交EF510型电力机车担当，田端运转所的EF81型电力机车不再牵引定期列车并且开始陆续报废。
截至2023年4月1日，JR东日本仍然拥有10台EF81型电力机车，其中田端运转所5台（80、81、95、98、139）、秋田綜合车辆中心1台（136）、长冈车辆中心4台（ 97、134、140、141）。

#### JR西日本

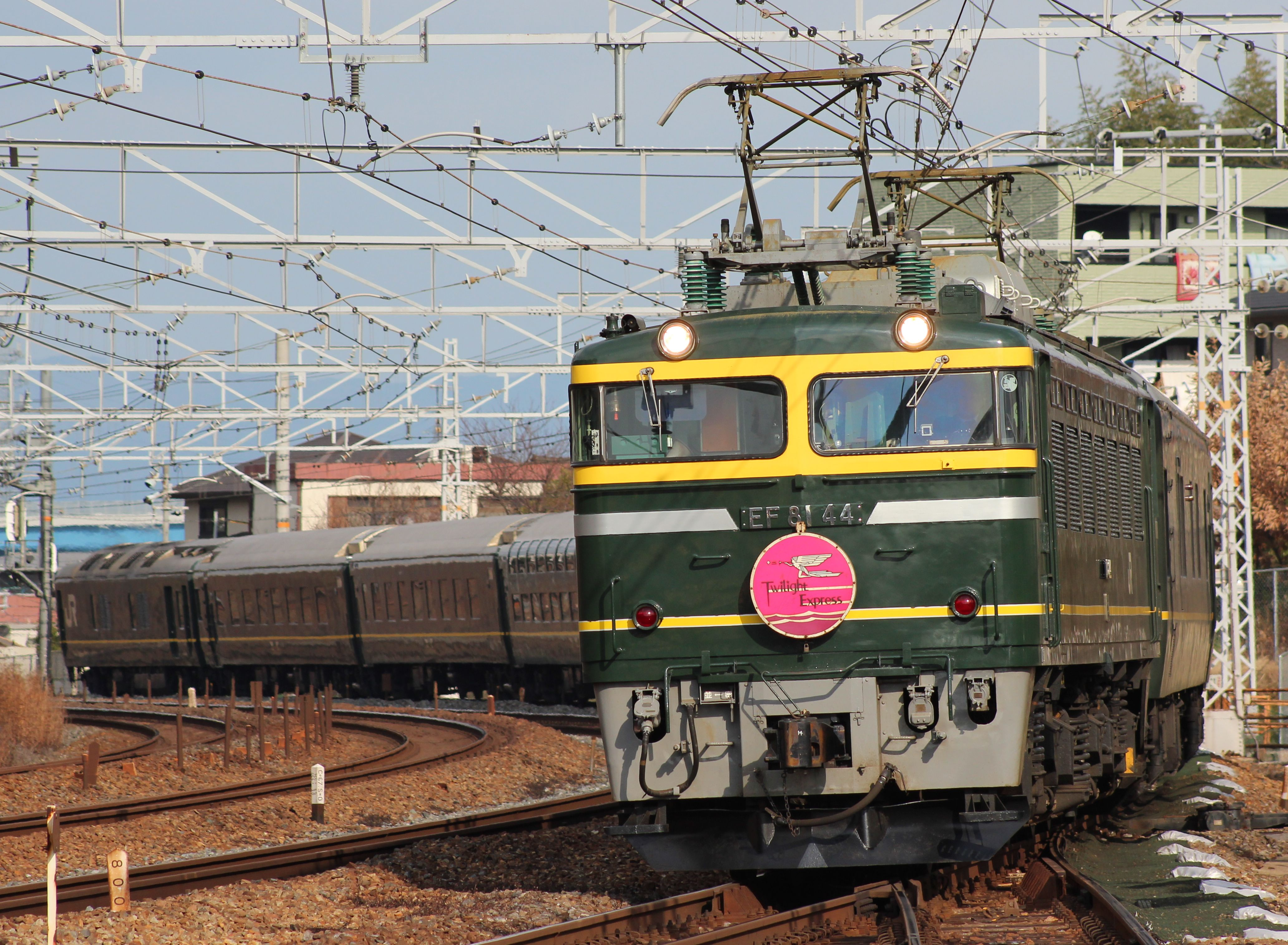
EF81 44号机车牵引“黄昏特快号”列车

1987年，JR西日本继承了16台EF81型电力机车，全部配属于敦贺地域铁道部敦贺运转中心车辆管理室，主要担当两对“日本海号”和一对“剑号”卧铺特急列车在大阪至青森间的牵引任务。1989年，JR西日本开行“黄昏特快号”临时卧铺特急列车，亦使用EF81型电力机车担当大阪至青森间的牵引任务。
“黄昏特快号”列车的本务机车特别采用了与客车配套的车体涂装，配色方案由墨绿色（绿2号）和黄色构成。在列车开行的1989年，JR西日本首先更换了四台EF81型电力机车的涂装（103、104、113、114），随后由于需求增加又追加了另外两台机车（43、44），自此共有六台EF81型电力机车采用“黄昏特快号”涂装。这批机车除了用于牵引“黄昏特快号”列车外，也有可能被用于牵引“日本海号”列车。后来，为了提高旅客列车的乘坐舒适性、减少列车运行时的纵向冲击，这些机车改装了密接式自动车钩和强化型大容量车钩缓冲器，与之连接的24系客车亦进行了相应改造。
1990年代初，JR西日本的EF81型电力机车主要用于牵引“日本海号”、“剑号”和“黄昏特快号”旅客列车。1994年12月，“剑号”列车降级为临时列车，并于1996年12月正式停运。2008年3月，“日本海号”列车减少至每天一对。2002年至2010年间，由于机车运用逐渐减少，JR西日本先后报废了六台EF81型电力机车。2012年3月17日，“日本海号”列车变更为临时列车，并于2013年1月正式停运。同年7月8日，又报废了另外三台机车。
截至2013年10月1日，JR西日本仍然拥有7台EF81型电力机车（43、44、103、106、108、113、114），全部均安装了ATS-P、ATS-Ps安全防护装置。其中，除了106、108号机车仍然保持原本的红色涂装外，其余机车均采用“黄昏特快号”涂装。
2015年3月14日起，黃昏特快號列車停駛，JR西日本將其中一列車廂及EF81 103電力機車送至梅小路蒸氣火車博物館做為館藏文物，將在2016年春季京都鐵道博物館開幕後展出。
2017年3月31日起，JR西日本所配屬43、44、106、108及114號機報廢解體；2023年4月10日113號機報廢解體，此後EF81型電力機車自此正式JR西日本從的車輛編制中消失。

#### JR九州
1987年，JR九州继承了6台EF81型400番台电力机车（409～414），全部配属大分铁道事业部大分车辆中心，担当关门隧道区间的旅客列车的牵引任务，其中包括“隼號”、“晓号”、那霸号、“彗星号”、“朝风号”、“富士號”等蓝色列车。国铁民营化后，JR九州的EF81型电力机车曾经改为使用国铁交流电力机车标准色“赤2号”，但后来又恢复为原本的“赤13号”涂装。
自2005年9月“彗星号”列车停运之后，本州往九州方向的卧铺特急列车逐步被削减，EF81型400番台机车的运用亦逐渐减少，部分剩余的机车入駐JR货物门司机关区，担当JR货物委托的货物列车牵引业务。2009年3月，随着“富士·隼号”列车正式停运，JR九州的EF81型400番台电力机车亦脱离定期运用，并于2010年12月全数报废。

#### JR货物
1987年，JR货物继承了56台EF81型电力机车，其中包括：44台基本番台（1～10、19～39、115～126、129），全部配属富山机关区；4台300番台（301～304），全部配属门司机关区；8台400番台（401～408），全部配属门司机关区。1989年至1991年间，因应国铁民营化后铁路货物运输量增加的需要，JR货物购置了3台EF81型500番台、5台EF81型450番台机车，分别配属富山机关区和门司机关区。富山机关区主要担当日本海纵贯线的货运牵引任务，而门司机关区则专门担当关门隧道区间的货运牵引任务。
1994年起，由于早期生产的EF81型电力机车的车龄已达到35年，JR货物为了延长机车的使用寿命，陆续对大多数机车进行了更新改造工程，由金泽综合车辆所、鹰取工厂、小仓车辆所实施。改造内容包括翻新车内各类设备，牵引电动机抱轴承改为使用滚柱轴承等。完成改造后的机车在车身涂装上作出了一些标记以示区别，基本番台机车在车体下部涂上了一圈白色带，400番台机车在车身两侧下部增加了两道白色带。而300番台机车的标记方式则各有不同，其中，301号机车采用车身两侧白色带，302、303号机车的机车编号牌采用白色字体和边框，304号机车的车体正面增添了两道蓝色带。
2003年至2004年间，JR货物从JR东日本购置了8台EF81型电力机车，并配属到富士机关区和东新潟机关区。随着新一代的EF510型电力机车于2002年开始投入日本海纵贯线，以及EH500型电力机车于2007年开始投入关门隧道区间运用，JR货物开始分批报废部分车龄最长且状况较差的EF81型电力机车。至2009年，JR货物在本州范围内的EF81型电力机车均集中配属富山机关区，担当日本海纵贯线青森信号场至大阪货物总站的货物列车牵引任务；而九州的EF81型电力机车仍配属于门司机关区，担当幡生至福冈货物总站的货物列车牵引任务。2010年，门司机关区配属车辆的运用范围扩大至鸟栖以南的鹿兒島本線（最远至八代）、長崎本線（最远至鍋島）。

## 技术特点

### 总体结构

#### 车体结构
EF81型电力机车是客货运通用的多电流制电力机车，适用于供电制式为1500伏直流电、20千伏50赫兹和20千伏60赫兹的工频单相交流电的电气化铁路。EF81型电力机车采用整体承载式全钢焊接结构箱型车体。由于交直流两用电力机车的电气设备较多，车上除了设有主变压器、整流器、平波电抗器等各种交流电器外，亦设有电阻器、调压装置等直流电器，另外还有交直流切换器和列车供电装置等设备，因此EF81型电力机车需要较大型的车体来容纳这些设备，其车体尺寸也是日本国铁电力机车史上最大的。车体全长为17600毫米，车体宽度为2900毫米，比国铁标准宽度增加了100毫米。车体外观与EF65、EF80型电力机车较为相似。

#### 司机室
车体两端各设有一个司机室，司机室内机车运行方向的左侧设有司机操纵台，右侧设有副司机座席及手制动手柄，司机室两侧设有供乘务员乘降的侧门，司机室上方车顶装有两盏密封光束灯式前照灯。由于EF81型电力机车以单机牵引运用为主，车体两端采用无贯通门的非贯通形式，并设有两块大面积前窗玻璃以改善司机的瞭望视野。司机操纵台的正中央设有速度錶、電流錶、電壓錶、风缸压力錶等仪表，以及各种机车状况指示灯和ATS无人警惕按钮；左手边设有自动空气制动机和单独制动机；右手边设有司机控制器、紧急停车按钮和各种常用开关。

#### 设备布置
车体中部是设有各种机械及电气装置的机械室，并设有贯通式双侧内走廊连接两端司机室。机械室内从第一端至第二端方向，顺序布置有第一辅助机械室、变压器室、整流器室、中间横向走廊、控制电器室、第二辅助机械室。第一辅助机械室内设有第一电动通风机、交流滤波电阻器、交流滤波电容器、紧急制动风缸和24伏特蓄电池等设备。变压器设有一台主变压器及附属的高压电器，包括受电弓隔离开关、空气断路器、交直流切换器、避雷器等。整流器室设有一台硅整流器、主变压器油冷装置、交直流电路转换装置等设备。控制电器室设有各类控制电器、电阻控制器、励磁控制器、励磁电阻器、平波电抗器、空气制动装置等设备。第二辅助机械室设有电动空气压缩机、第二电动通风机和辅助电动发电机。车顶外置的高压设备只有两台下框架交叉式的PS22型双臂式受电弓，另外主电阻器亦设置在车顶上的一个大型金属箱体内。车体下方除了有三台转向架之外，还吊装着电动发电机的励磁机和起动电阻、100伏特蓄电池、空气制动系统保温箱和四个总风缸。

#### 通风系统
车体通风系统与ED77、ED78型电力机车基本相同，车身两侧各设有七个通风百叶窗和采光玻璃窗，各类主要电气设备的冷却空气均取自车内。夏季时从机械室内吸入冷风后经车顶通风口排出热风，而冬季时则关闭车顶通风口并改为室内循环方式，以改善室内保温性能和减少车外冷风吸入量。车上设有两套电动通风机系统，第一至第四号牵引电动机共用一台通风机，而第五及第六号牵引电动机、主电阻器、平波电抗器、励磁电阻器共用另一台通风机。主变压器和整流装置所采用的循环油冷却系统，则直接从车体下方吸入冷风，冷却设备后经车顶排风口排出。

### 电气系统

#### 主电路
EF81型电力机车是交—直流电传动的整流器式电力机车，机车主电路由空气断路器、交直流切换器、主变压器、整流器、牵引电动机、主电阻器、电路保护装置等部分组成。在交流电模式时，机车从架空接触网获取高压交流电，首先由主变压器降低电压，再通过硅整流器转换成脉流电（即方向不变而只有电压变化的直流电），经过电阻调压后供电给牵引电动机。在直流电模式时，机车从架空接触网获取直流电，经过电阻调压后直接向牵引电动机供电。机车可采用车上切换方式来过渡到另一种电流制式，列车运行时无需停车就能完成交直流切换过程。

#### 调速控制
EF81型电力机车的调速控制方式和同时期的直流电力机车一样，通过超多段电阻调压、牵引电动机的串并联换接、以及磁场削弱控制来达到调节速度的目的。电阻调压系统包含了主电阻器及副电阻器，首先利用主电阻器实现多个大调压级，再于每个大调压级内利用副电阻器实现若干小调压级，降低了每个级位之间的电压变化，从而获得了相对平滑的调速性能。EF81型电力机车采用CS36型电动凸轮轴式电阻控制器和CS37型电动凸轮轴式励磁控制器。除了电阻调压外，亦可以通过改变牵引电动机回路连接方式（串联、串—并联、并联），来改变牵引电动机的端电压。此外，为扩大机车的恒功调速范围，还可以对牵引电动机施行四级磁场削弱。EF81型电力机车仍然采用传统的手把式司机控制器，共有16个调速级位，包括低速缓行位4级（1～4）、串联位1级（S）、串并联位1级（SP）、并联位1级（P），并且在串并联和并联位均可以使用4级磁场削弱（WF1～WF4）。

#### 主变压器
机车装用一台TM17型壳式单相主变压器。原边输入电压为20千伏，冬季额定容量为2810千伏安（开启列车供电），夏季额定容量为2430千伏安（关闭列车供电）。变压器次边有两个绕组，包括一个向整流器和辅助系统供电的牵引及辅助绕组（额定电压为1840伏特，额定容量为2430千伏安）及一个向旅客列车供电的供电绕组（额定电压为1485伏特，额定容量为380千伏安）。冷却方式为强迫油循环导向风冷却，并采用小型轻量化的铝制散热器。

#### 整流装置
整流装置采用一台RS36A型硅整流器。EF81型电力机车首次采用了日立制作所研制的平板型二极管，取代传统的螺旋型二极管元件，具有冷却效能好、功率容量大、结构紧凑的优点，每台机车共使用32个SI800-25型硅二极管（最大反向峰值电压为2500伏特，平均整流电流为800安培）。整流器由四个桥臂组成单相桥式全波整流电路，每一桥臂由两个并联支路组成，每个支路有四个串联连接的二极管。整流器额定功率为2520千瓦，额定整流电压为1500伏特，额定整流电流为1680安培。冷却方式为强迫油循环导向风冷却。
除此之外，在直流区段为列车供电的晶闸管逆变器亦安装在整流装置的箱体内，与硅整流器共用同一套冷却系统。EF81型电力机车吸取了EF80 63号机车安装静止式变流器的经验，以晶闸管逆变器取代了效率较低的电动发电机。该逆变器使用16个CSI400X-13型平板型晶闸管（额定导通电流为400安培，额定反向电压为1300伏特），逆变器额定输出电压为1440伏特，额定容量为320千伏安。考虑到可能对轨道电路产生的干扰，因此输出频率设定为67赫兹，另外还设置了谐波滤波器来减少高次谐波成分。

#### 牵引电动机
每台转向架安装两台MT52型四极串励直流牵引电动机（基本番台1～136号、300番台、400番台机车使用MT52A型，基本番台137～152号、500番台机车使用MT52B型，450番台机车使用MT52C型）。当机车在直流电模式时，牵引电动机额定电压为750伏特，额定电流为615安培，额定功率为425千瓦。当机车在交流电模式时，牵引电动机额定电压为750伏特，额定电流为570安培，额定功率为390千瓦。牵引电动机回路串接有平波电抗器，以减少整流电流的脉动成分和改善电动机的换向性能。

#### 辅助电路
EF81型电力机车采用三相交流传动的辅助电路系统，辅助机械设备均采用三相鼠笼式异步电动机驱动，包括牵引电动机通风机、电动空气压缩机、主变压器及整流器冷却油泵等，输入电压440伏特60赫兹。辅助电路电源由一台三相交流电动发电机提供，将1500伏特直流电转换成440伏特交流电，额定容量为90千伏安。在直流区段由架空接触网直接向电动发电机供电，在交流区段则由整流器供电。

### 转向架
机车走行部为三台二轴无摇枕转向架，包括两台DT138型两端转向架和一台DT139型中间转向架。两端转向架可以互换使用，但中间转向架由于其特殊性，不能与两端转向架互换。中间转向架在二系弹簧与车体之间有一滚动装置，该滚动装置由圆柱形滚子、高锰钢板、横向限位拉杆等组成，使中间转向架在机车通过曲线时，可以产生相对于车体中心线左右各最多200毫米的横向位移。
构架采用无端梁的“H”字形钢板焊接结构，侧梁中部焊有二系弹簧的支承框架。轴箱采用两个无磨耗的圆筒型橡胶装置定位结构，轴箱导杆通过其心柱固定在侧梁上，转向架固定轴距为2,600毫米。一系悬挂为两个并列的螺旋弹簧组，布置在轴箱顶端的侧梁截面内。二系旁承悬挂亦采用每侧两个并联的螺旋圆弹簧组，设置在构架侧梁外侧中部的支承框架内。一系及二系弹簧每个均由内、外圈弹簧组成，而两端转向架并设有垂向油压减震器，连接在车体底架和二系弹簧支承框架之间。
牵引电动机悬挂装置采用轴悬式，牵引电动机的一侧通过抱轴承刚性地支承在车轴上，另一侧通过吊杆悬挂在转向架构架上，牵引电动机输出的转矩通过一级减速直齿轮传动轮对，齿轮传动比为3.83（18：69）。牵引力和制动力通过“Z”字形低位斜牵引杆装置来传递。牵引杆和牵引拉杆座呈对角斜对称布置，与连接于构架下的三角形回转支承和横向连杆组成牵引杆系统，使牵引杆的牵引点交于轨面，理论上转向架内无轴重转移，以充分利用机车粘着重量。基础制动装置为双侧闸瓦制动，每个轮对左右各设有一个制动缸，并设有制动横梁以保证两侧闸瓦同步作用，另外还设置了闸瓦间隙调整器。